# エドゥアルド・アロヨ
エドゥアルド・アロヨ（アローヨ、Eduardo Arroyo, 1937年2月26日 - 2018年10月14日）は、スペイン・マドリード出身の画家、グラフィック・アーティスト。著作家、舞台美術家としても活動した。

## 経歴
アロヨは生まれ故郷のマドリードで絵を学んだ。しかし、フランシスコ・フランコ体制に対する嫌悪から、1958年にスペインを離れた。サルバドール・ダリが年老いてフランコを受け入れた時で、アロヨは後にダリを「売女」と呼んだ。パリで、アロヨは若い美術家たちと友人になった。とくに親しかったのがジル・アイヨー（Gilles Aillaud）で後に共同で舞台美術の仕事をした。さらにアロヨは巨匠ジョアン・ミロとも親しくなった。1964年、アロヨは初の出展をして前進した。20年かかって批評家的な成功と美術市場の高い評価を得た。作品はいくらか物静かになったように見えるが、過去同様に現在も、アロヨはイデオロジカルかつクリエイティヴで妥協しない美術家である。1974年にはスペインの市民権も失った。その2年後、つまりフランコの死の1年後、アロヨはスペインに戻ったことがある。
2018年10月14日、マドリードの自宅にて死去。81歳没。

## 作品
スタイル的に、アロヨの皮肉でカラフルな作品は、ヌーヴェル・フィギュラシオン（nouvelle figuration、新具象派）またはフィギュラシオン・ナラティブ（Figuration narrative、物語的具象派）とポップアートの傾向の間の交差点に位置する。アロヨの表現の特徴は、空間の奥行きの一般的な欠如と遠近法の平坦化である。
アロヨは舞台美術家、一部に衣裳デザイナーとしての多くの作品を通して広く大衆に知られるようになった。この方面では、アロヨは1969年以降、クラウス・ミヒャエル・グリューバー（Klaus Michael Grüber）監督とコラボレーションを続けている。またアロヨはミラノのPiccolo Teatro劇場やパリのオペラ座（1976年、リヒャルト・ワーグナー『ワルキューレ』）、ベルリンのシャウビューネ・アム・レーニナー・プラッツ劇場（en:Schaubühne）、ザルツブルク音楽祭（1991年、レオシュ・ヤナーチェク『死者の家から』）などの舞台美術も手掛けている。
1986年、アロヨの戯曲『Bantam』がミュンヘンのBayerisches Staatsschauspiel（レジデンツ劇場 Residenz Theatre）で上演され、成功を博した。演出はグリューバー、舞台美術と衣装はアイヨーとAntonio Recalcatiが担当した。